# پرستون هایتس، ایلینوی
پرستون هایتس (به انگلیسی: Preston Heights) یک حوزه سرشماری در ایالات متحده آمریکا است که در ایلینوی واقع شده‌است. پرستون هایتس ۲٬۵۷۵ نفر جمعیت دارد.